# Meioneta fillmorana
Meioneta fillmorana är en spindelart som först beskrevs av Chamberlin 1919.  Meioneta fillmorana ingår i släktet Meioneta och familjen täckvävarspindlar. Inga underarter finns listade i Catalogue of Life.